# Lorenzo da Bologna
Lorenzo da Bologna (Prima metà del XV secolo – 1508?) è stato un architetto e ingegnere italiano.
Operosissimo nel Veneto tra la seconda metà del XV e i primi anni del XVI secolo, fu architetto di transizione tra gotico e novità toscane.

## Biografia
Scarse sono le notizie biografiche su di lui e molte opere gli sono state attribuite solo sulla base di interpretazione, tenuto conto dei caratteri ricorrenti nelle sue opere. In molti lavori di ampliamento si pone con carattere dialogante con le precedenti strutture, traendo risultati di raffinata armonia. Esperto conoscitore dell'architettura del Brunelleschi che applicò in uno dei suoi lavori più puri, la sacrestia della Basilica del Carmine a Padova.
A Vicenza si occupò della ristrutturazione delle absidi della cattedrale e della chiesa di Santa Corona, su commissione di famiglie nobili (Trissino, Valmarana, Barbaran, Da Porto, Thiene) che volevano creare cappelle destinate alla tumulazione dei loro membri più illustri. Qui diresse anche la ristrutturazione del chiostro nel monastero di San Bartolomeo.
Fu attivo anche nel Duomo di Montagnana e a Padova nella chiesa di San Francesco Grande e nella Basilica del Carmine.
Dopo il 1508 non si hanno più notizie di lui e della sua attività.